# ピエール・オミダイア

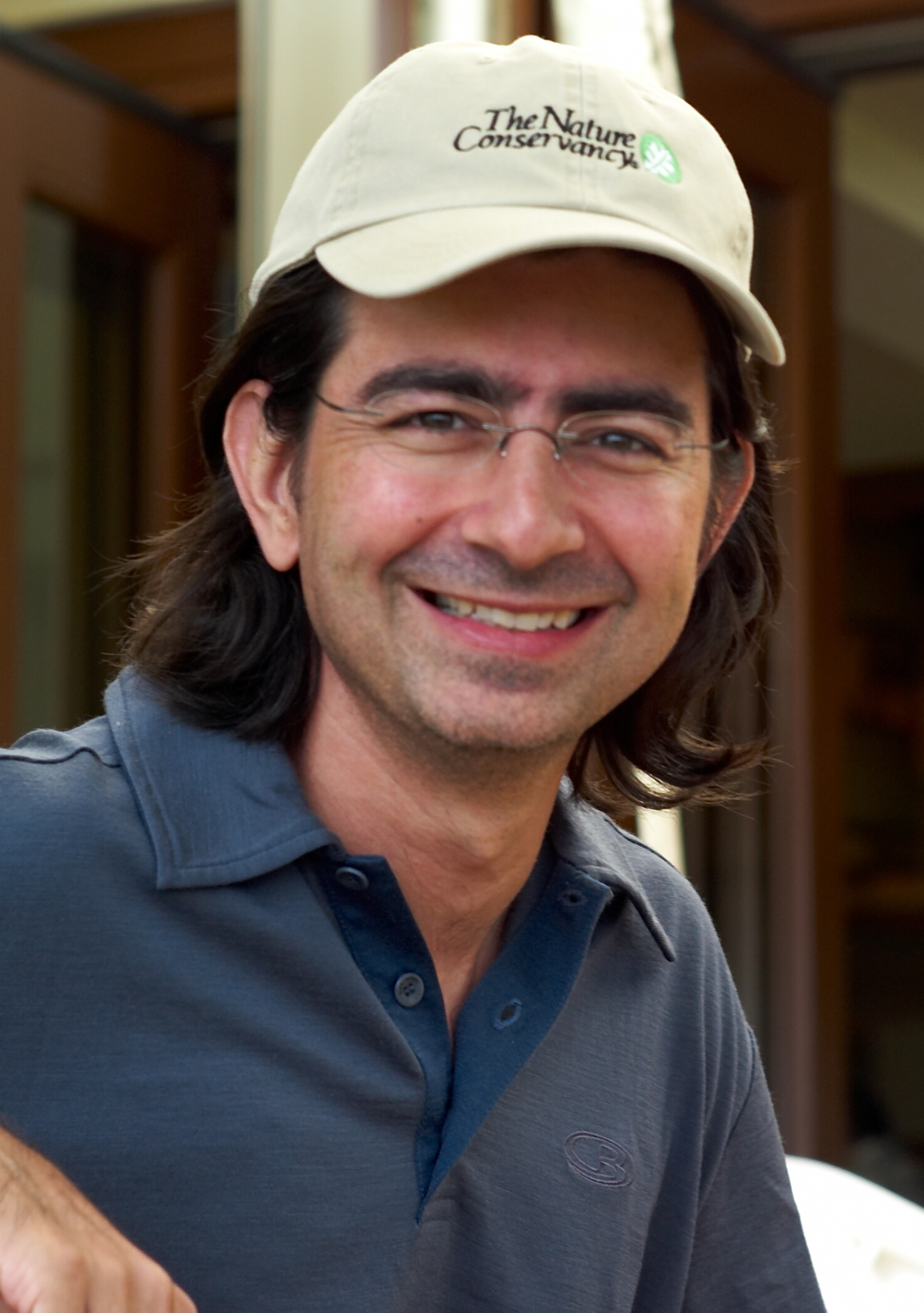
ピエール・オミダイア、2007年

ピエール・オミダイア、オミドヤル（ペルシア語: پیر امیدیار, Pierre M. Omidyar, 1967年6月21日 – ）は、eBay の創設者・会長。

## 経歴
イラン人の両親のもと、パリに生まれる。6歳の時にアメリカ合衆国に移住し、ワシントンD.C. で育つ。高校時代にコンピュータへ関心を持つようになり、タフツ大学で計算機科学を専攻する。1988年に卒業後、Apple Computerの子会社であるクラリスへ入社。MacDraw の開発に携わった。
1991年に3人の友人とともに Ink Development を共同設立。eコマース事業の開始に伴い1993年に eShop と社名を変更され、マイクロソフトに買収された。1994年末に退社し、General Magic へ入社。
1995年、オミダイアはインターネットを通じた消費者間取引の需要を見込み、長期休暇を利用して eBay の基となるコンピュータコードを書き上げた。同年9月4日に試験的に Auction Web の名称でネットオークションサービスを開始。期待を上回る需要を目にすると General Magic を退社してサービスを事業化し、1997年に eBay と改称。1997年の半ばには1日当り約80万のオークションを処理し、1998年までには100万人以上のユーザを獲得する。1998年9月に株式公開を果たした。
慈善活動にも関わり、2004年6月に、営利団体にも非営利団体にも資金を提供する組織の Omidyar Network を妻とともに設立した。2005年11月には母校タフツ大学に1億ドルを寄付した。